# I Rantzau
I Rantzau és una òpera en quatre actes composta per Pietro Mascagni sobre un llibret italià de Guido Menasci i Giovanni Targioni-Tozzetti, basat en l'obra Les Rantzau (1873) dels escriptors francesos Erckmann i Chatrian, basada al seu torn en la novel·la (1882) Les Deux Frères d'Émile Erckmann. S'estrenà al Teatro della Pergola de Florència el 10 de novembre de 1892.
És la tercera òpera de Mascagni, després del gran èxit de Cavalleria rusticana i L'amico Fritz. L'obertura és molt popular i va ser gravada a Berlín, sota la direcció de Mascagni, el 1927. El solo de soprano en l'Acte I és un excel·lent exemple de la veritable ària verista, i té un impacte emocional que és paral·lel a la primera obra del compositor. El duo entre la soprano i el tenor ha estat enregistrat en els temps moderns per Plácido Domingo i Renata Scotto, però l'òpera continua sent difícil d'escoltar, sobretot perquè només s'ha fet una gravació de l'òpera completa, que és difícil d'obtenir.

## Origen i context
Pietro Mascagni és un compositor reconegut mundialment pel seu drama d'"honor i mort", Cavalleria rusticana, que li ha valgut un lloc destacat en la música. Malgrat això, la major part de la seva obra posterior a aquest èxit ha caigut en l'oblit i rarament es programa en els teatres d'òpera.
El triomf de Cavalleria rusticana, estrenada per primera vegada al Teatro Costanzi de Roma el 17 de maig de 1890, va catapultar la fama de Pietro Mascagni a nivells extraordinaris i inesperats. Només dos dies després de la primera representació, Mascagni va expressar la seva emoció en una carta dirigida al seu pare el 19 de maig: «estimat pare, la intensa emoció em va impedir escriure en detall la tarda d'abans-d'ahir que va ser realment impressionant. Encara no m'he recuperat de l'emoció i la confusió. Mai hauria imaginat tal entusiasme, tot el públic aplaudint, la platea, la llotja, tota l'orquestra dempeus, em van fer una demostració colossal. Totes les senyores, incloent-hi la reina, aplaudint. Va ser un gran èxit, com mai s'havia vist. Ja ho haurà observat als diaris que tots ells parlen d'unanimitat. És un fet que commou. La gran impressió, aquí a Roma, continua i creix».

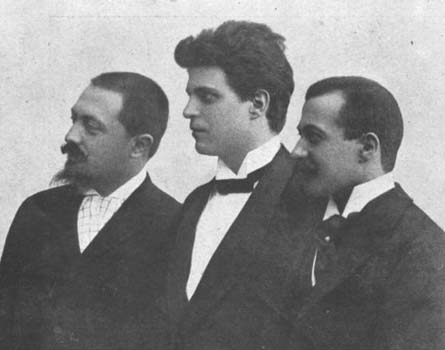
Mascagni amb els llibretistes Guido Menasci i Giovanni Targioni-Tozzetti

Després del gran èxit inesperat de Cavalleria, Mascagni s'havia convertit en el compositor d'òpera del moment. Va començar a rebre propostes d'editors i llibretistes. Finalment, va acceptar compondre L'amico Fritz que també es va estrenar al Teatro Costanzi de Roma el 31 d'octubre de 1891, amb gran èxit. Després va acceptar el projecte d'escriure I Rantzau, amb llibret de la provada parella Targioni-Tozzetti i Menascì, atret pel món de la comèdia de classe mitjana Les deux frères. No va ser fins al mes de gener de 1892 que va poder dedicar-se a la realització del seu projecte de manera sistemàtica en la pau de la seva llar a Cerignola. Així ho va comunicar en una carta a la seva esposa, que en aquell moment residia a Liorna: «aquí estic a la nostra casa de camp que té tants records dolços, en la nostra petita casa testimoni de les nostres penes i les nostres alegries [...]. Però és bo que parli de Rantzau. T'he de dir que no he perdut el temps. Cerignola és per a mi una vena fecunda d'inspiració [...]. Mai he tingut un període d'inspiració com en aquests dies».
La trama, una espècie de Romeu i Julieta amb un final feliç que passa en una petita ciutat situada a l'Alsàcia de principis del segle xix, va ser triada per ser el més diferent possible de la de Cavalleria. Indubtablement, el fet que l'obra d'Erckmann i Chatrian hagués estat ben rebuda va ser un atractiu addicional. No obstant això, la transformació de l'obra en un llibret es va trobar amb diversos obstacles, sent el principal la seva trama: els quatre actes es van percebre com massa densos per a una història tan fràgil. Tot i que Mascagni es troba còmode en aquest ambient idíl·lic, els personatges estan delineats, les passions són subtils i hi ha una certa inclinació cap al realisme.
De manera curiosa, es va recórrer a un mestre d'escola, que, tot i ser relativament poc rellevant per a la trama, sovint era utilitzat pels altres personatges per explicar-li aspectes que podrien haver estat comunicats entre ells mateixos sense problemes. Els moments més destacats són les escenes corals, que retraten de manera vívida l'ambient camperol. En el segon acte, el compositor juxtaposa dos cors oposats: un dins de la casa de Gianni i l'altre fora, a la granja de Giacomo. En aquest duel coral, sorgeix un efecte humorístic quan un dels germans, enfrontat amb la rivalitat per una parcel·la, demana al mestre que celebri el seu èxit amb una cançó. Però què pot cantar un pobre organista de poble?, pregunta retòricament. La sorpresa arriba quan el cor de l'interior entona un Kyrie eleison amb excitació extrema, contraposat immediatament per una cançó popular del cor de l'exterior, creant un contrast divertit i una batalla vocal inesperada.

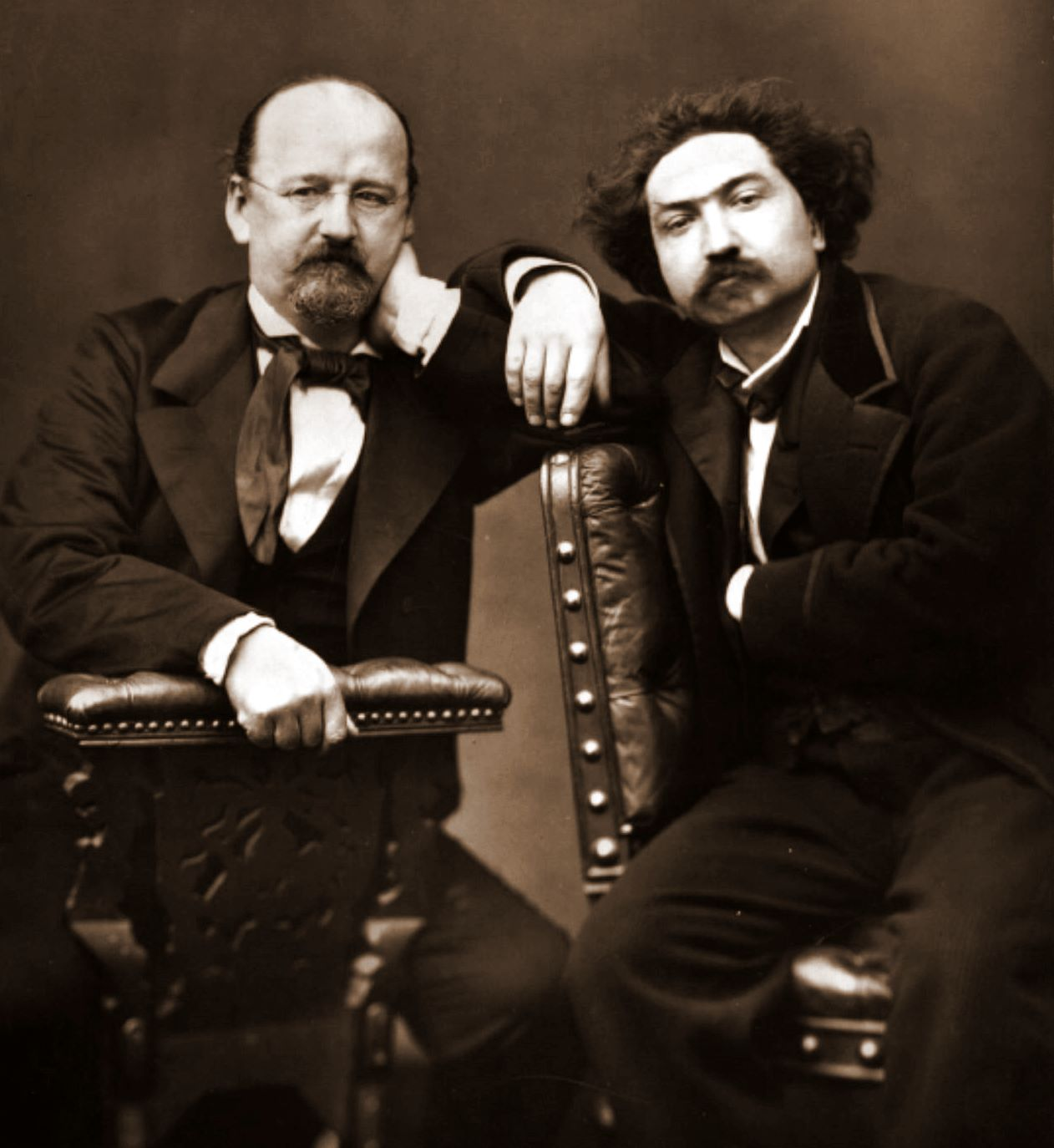
Retrat d'Erckmann i Chatrian (1875), els autors de Les deux frères en què es basa l'òpera

El 1890, Mascagni havia assistit a una representació de Les deux frères d'Erckmann i Chatrian, presentada per la companyia Manni. Impactat pel tema, li va demanar a Targioni-Tozzetti i Menascì l'esbós d'un llibret. Mascagni tot just va començar a treballar amb Rantzau després de deixar Cerignola a finals de juliol del 1890 per atendre l'estrena de Cavalleria fora de Roma, a la seva casa natal de Liorna. Per una agradable coincidència, la companyia de teatre Emanuel era a Liorna representant I Rantzau, fet que va permetre a Mascagni veure l'obra de teatre en la qual es basava el llibret de la seva nova òpera. Aquesta revisió va confirmar l'elecció. el setembre, ja havia realitzat una àmplia renovació de la seva casa a Cerignola, la qual havia adquirit per set mil lliures. Amb un fill a casa i un altre en camí, havia contractat una institutriu alemanya, Anna Dietze. No obstant això, durant la tardor, va fer pocs avanços i aviat va posposar a un costat aquest assumpte per centrar-se en L'amico Fritz. El gener de 1891 naixia el segon fill.

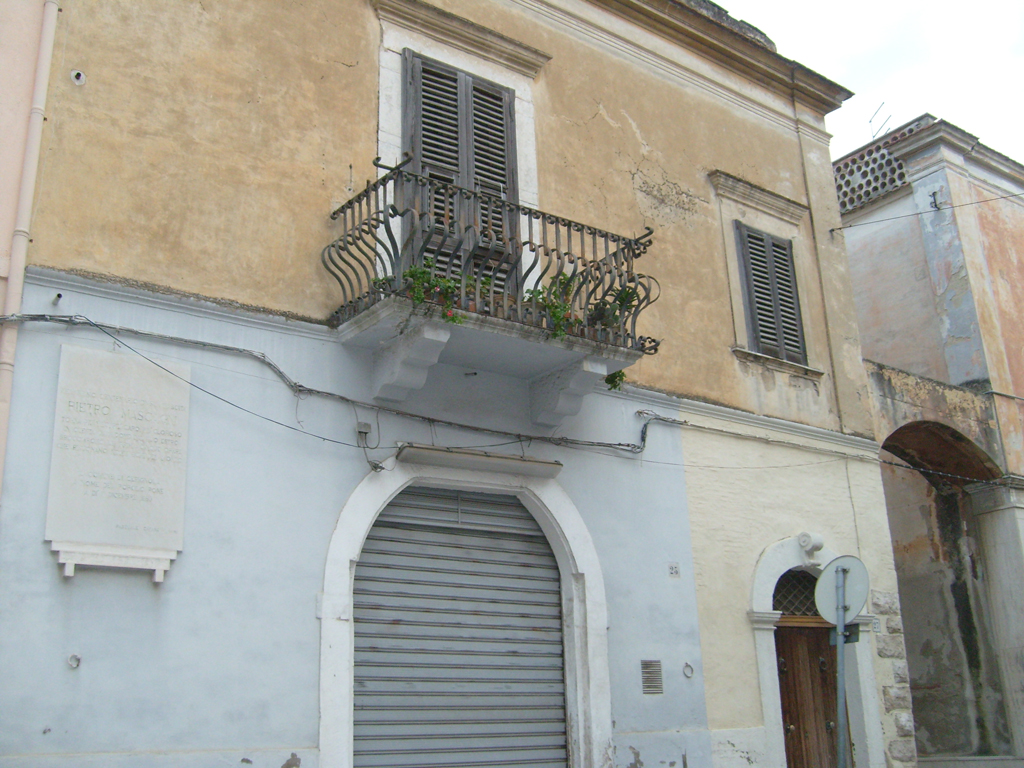
Casa de Mascagni a Cerignola

Després de l'estrena local de L'amico Fritz a Liorna, amb el compositor gaudint de trenta-sis aixecades de teló, Mascagni es va agafar uns dies de vacances amb la família i uns amics. Després va partir sol a Cerignola per aconseguir la tranquil·litat per reprendre el treball de Rantzau, que havia abandonat des de feia més d'un any. Sobretot a partir del febrer va començar a compondre febrilment. Les seves ambicions començaven a estar clares, després de compondre el duel del Kyrie, va escriure «serà un fresc desafiament per als escriptors d'òperes convencionals, i certs crítics amb ments closes al modernisme onejaran una bandera vermella». Mascagni estava determinat a escriure alguna cosa diferent, tal com escriure a Lina, «d'acord amb les formes modernes més audaces»
La composició de Rantzau no va ser fàcil. Va tardar uns tres mesos a enviar els dos primers actes a Sonzogno. A finals de juny del 1892, una primera versió sencera de l'òpera va ser enviada a Amintore Galli. Tot i que les composicions de Mascagni solien ser clares i fàcilment llegibles, el manuscrit d'aquesta obra estava ple de correccions i amb parts esborrades, reflectint els dubtes i les revisions. Aquesta excepció en la pràctica compositiva de Mascagni, qui solia lliurar els autògrafs en condicions perfectes i amb una cal·ligrafia elegant als editors, és notable.

## Representacions

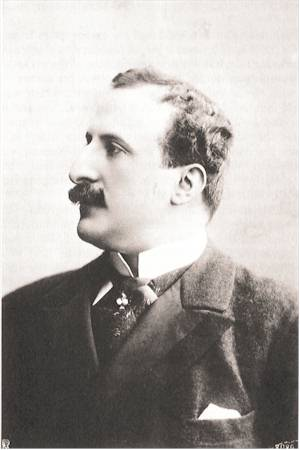
El gran baríton Mattia Battistini fou el primer Gianni Rantzau

L'estrena va tenir lloc el 10 de novembre de 1892 al Teatro della Pergola de Florència sota la direcció de Rodolfo Ferrari amb un repartiment excepcional, del qual formaven part el gran baríton Mattia Battistini en el paper de Gianni Rantzau, Hariclea Darclée (Luisa), Anna Berti-Cecchini (Giulia), Fernando de Lucia (Giorgio Rantzau), Giovanni Paroli (Lebel), Edoardo Sottolana (Fiorenzo) i Luigi Broglio (Giacomo Rantzau). Tot i que va acabar sent un èxit, la rebuda fou més tèbia que la que van rebre Cavalleria i L'amico Fritz. El mateix Mascagni se'n va adonar quan va dir sobre la seva creació: «Vaig estudiar fer alguna cosa nova, per escapar el més possible de les antigues tradicions […] el públic no està encara preparat per a aquesta modernitat [...]. Abans que el públic realment penetri en l'esperit del meu Rantzau han de passar diversos anys».
Pel que fa al públic, l'acollida de l'estrena fou calorosa, amb un públic ansiós d'escoltar la nova obra de Mascagni. Sis peces van haver de repetir-se i el teló va haver d'aixecar-se trenta-set vegades. La reacció de la crítica fou, tanmateix, mixta. Molts d'ells van ser més respectuosos que no pas entusiastes. El seu avançat i nou vocabulari musical va descol·locar la crítica.
El mateix Mascagni va dirigir l'estrena a Roma el 26 de novembre, per a disgust d'Arturo Toscanini, que havia sigut inicialment contractat pel Costanzi per dirigir l'obra. La idea de Mascagni era de dirigir només la primera nit i deixar la resta a Toscanini. Aquest, però, no s'ho va agafar bé i va refusar dirigir la resta de funcions. A partir d'aquest fet, la relació entre els dos músics ja no es va reconduir mai més. La recepció romana va ser similar a la de Florència, bona pel públic, tèbia per la crítica.
Durant els anys 1893 i 1894, va fer la ronda per als millors teatres d'Itàlia, Alemanya i Àustria. El seu èxit inicial, atribuït a la novetat de l'obra i per la fascinació del públic amb el compositor, no es va sostenir per gaire temps. En general es va realitzar fins ben entrat el segle xx, i va ser especialment elogiada a Viena per la seva subtil orquestració. Però va caure en l'oblit total i des de llavors només s'ha representat una única vegada a Liorna per celebrar el seu centenari el 1992.

## Argument
- Localització: un petit poble dels Vosges (França)
- Temps: 1830

### Acte I
Els germans Rantzau, Gianni i Giacomo, es disputen l'herència familiar, particularment un gran terreny als afores del poble. Ambdós reclamen la propietat d'aquest terreny, però al final Gianni en surt guanyador. La comunitat local també es divideix en la disputa, amb una meitat que dona suport a Gianni i l'altra a Giacomo. La disputa entre els germans té repercussions en els seus fills: la filla de Gianni, Luisa, i el fill de Giacomo, Giorgio, que es troben enamorats l'un de l'altre, es veuen afectats per aquesta rivalitat familiar.

### Acte II
Gianni vol casar la seva filla amb el fill del forestal, Lebel, amb la intenció que el pugui convèncer i posar-se al seu costat en la disputa amb el seu germà. Giorgio també s'assabenta d'aquesta decisió i, per recuperar el seu amor, desafia a Lebel a un duel, a qui derrota.

### Acte III
La Luisa cau al llit amb tristesa. El pare desconeix la causa de la seva malaltia i només més tard s'assabenta pel mestre d'escola sobre l'amor dels joves. A mesura que la noia empitjora, Gianni renuncia al seu orgull i, per salvar la noia, visita el seu germà i li demana el consentiment per al matrimoni dels joves. Giacomo està disposat a fer-ho amb una condició, si Gianni abandona el camp i no hi torna mai.

### Acte IV
Per a la recuperació de la Luisa, Gianni està a punt de marxar del poble. Tanmateix, això arriba a les oïdes de Giorgio, que no vol saber-ne res i es posa amenaçador davant del seu pare. L'enamorat Giacomo cedeix. Enfadat al principi, però aviat animat, s'acosta al seu germà per abraçar-se.

## Àries famoses
- Vieni qui, stringiti qui sul mio petto - El duet amorós de Luisa i Giorgio (acte quart)
- Troppo a lungo ho taciuto - El romanç de Giorgio (acte quart)

## Enregistraments
El 1992, coincidint amb el seu centenari, es va dur a terme el primer renaixement modern de la versió completa i es va enregistrar. La direcció va anar a càrrec de Bruno Rigacci; els intèrprets va ser: Rita Lantieri (Luisa); Fulvia Bertoli (Giulia); Ottavio Garaventa/Donato Tota (Giorgio); Carlo Bosi (Lebel); Barry Anderson/Manrico Biscotti (Gianni Rantzau); Domenico Colaianni/Ettore Cresci (Fiorenzo); Giancarlo Boldrini/Filippo Militano (Giacomo Rantzau).